# Cabo de Hornos (Kommune)
Cabo de Hornos („Kap Hoorn“) ist eine der beiden Kommunen der chilenischen Provinz Antártica Chilena in der Región de Magallanes y de la Antártica Chilena. Cabo de Hornos ist die südlichste Verwaltungseinheit Amerikas, nicht jedoch Chiles, dessen Antarktisterritorium als Antártica ebenfalls den Status einer Kommune hat.
Die 1927 durch das Dekret Nr. 8583 geschaffene Kommune trug bis 2001 den Namen Navarino nach der Insel Navarino, an deren Nordküste der Hauptort Puerto Williams liegt.

## Geographie
Die Kommune Cabo de Hornos setzt sich aus zahlreichen Inseln und Inselgruppen um den Beagle-Kanal zusammen. Die südlichsten dieser Inselgruppen sind die Diego-Ramírez-Inseln, Hermite-Inseln, Wollaston-Inseln und die Ildefonso-Inseln, die östlichste die von Lennox, Picton und Nueva, an die im Westen die Hauptinsel Navarino sowie die Isla Hoste anschließen. Den Westen der Kommune bilden die Isla Londonderry samt vorgelagerter Inseln und der Südwesten der Isla Grande de Tierra del Fuego, der Hauptinsel des Feuerland-Archipels. Die Fläche der Kommune beläuft sich auf total 15.853,7 km².
Im Westen Cabo de Hornos’ befindet sich der Nationalpark Alberto de Agostini, im Süden der Nationalpark Cabo de Hornos.

## Demographie
Laut Volkszählung 2012 liegt die Einwohnerzahl der Kommune bei 1677. Die beim Zensus 2002 erhobene Quote ländlicher Bevölkerung lag bei 13,7 %. Cabo de Hornos ist für die Zwecke der Volkszählungen in die drei Zensus-Distrikte Isla Navarino, Hoste und Darwin unterteilt.
Größter Ort der Kommune ist Puerto Williams. Ein weiterer ständig bewohnter Ort ist Puerto Toro.